# Testa galvanometrica
Per testa galvanometrica o scanner galvanometrico (in inglese galvo head o galvo scan head) si intende un dispositivo atto a deflettere un raggio laser su due dimensioni per proiettare figure o immagini.

## Descrizione
Il dispositivo è generalmente costituito da due specchi montati su galvanometro in modo da ruotare su assi tra loro sghembi e tipicamente perpendicolari.
A monte e/o a valle degli specchi possono esistere ottiche di focalizzazione fisse (in questo caso si parla di teste 2D) o motorizzate (nelle teste cosiddette 3D).
Il comando degli specchi può avvenire per mezzo di segnali analogici o digitali. In questo secondo caso è spesso utilizzato un protocollo di comunicazione chiamato XY2-100.

## Usi
Gli utilizzi più comuni si hanno nel settore del packaging (marcatura di codici, lotti, date di scadenza, taglio etichette, eccetera), delle lavorazioni e saldature laser, e dell'intrattenimento (proiezioni laser in occasione di feste o concerti).